# قرار مجلس الأمن التابع للأمم المتحدة رقم 1878
قرار مجلس الأمن التابع للأمم المتحدة رقم 1878 المتخذ بالإجماع في 7 يوليو 2009.

## القرار
حث مجلس الأمن المحكمة الجنائية الدولية لرواندا على اتخاذ جميع التدابير الممكنة لإنجاز عملها على وجه السرعة، ومدد فترة عمل ستة قضاة دائمين حتى 31 كانون الأول / ديسمبر 2010، أو حتى الانتهاء من القضايا التي كانوا أو سيُنظرون فيها أيهما أقرب.
وباعتماد القرار 1878 (2009)، الذي قدمته النمسا، بالإجماع وبموجب الفصل السابع من ميثاق الأمم المتحدة، مدد المجلس أيضا حتى التاريخ نفسه فترة عمل 11 قاضيا مخصصا.
وتأكيدًا على أنه فعل ذلك دون أن يشكل سابقة، قرر المجلس أيضًا، أن يعمل قاضيان (القاضي أسوكا دي سيلفا من سري لانكا والقاضي إميل فرانسيس شورت من غانا) بدوام جزئي والانخراط في وظيفة قضائية أخرى ذات وضع مستقل في بلدانهم الأصلية خلال الفترة المتبقية من ولايتهم.
وأعرب المجلس عن توقعه في أن يسهم تمديد فترة عمل القضاة في تنفيذ إستراتيجية الإنجاز للمحكمة، وقرر كذلك استعراض تمديد فترة ولاية القضاة الدائمين الذين كانوا أعضاء في دائرة الاستئناف بحلول 31 ديسمبر 2009.
أُنشئت المحكمة الجنائية الدولية لرواندا في عام 1994 بموجب القرار 955 لمحاكمة الأشخاص المسؤولين عن الإبادة الجماعية وغيرها من الانتهاكات الجسيمة للقانون الإنساني الدولي المرتكبة في أراضي رواندا بين 1 كانون الثاني / يناير 1994 و31 كانون الأول / ديسمبر 1994. وقد تتناول أيضًا محاكمة المواطنين الروانديين المسؤولين عن الإبادة الجماعية وغيرها من الانتهاكات المماثلة للقانون الدولي المرتكبة في أراضي الدول المجاورة خلال نفس الفترة.